# Берлинские кварталы эпохи модернизма
Берлинские кварталы эпохи модернизма — шесть жилых комплексов в Берлине, включённые в список Всемирного наследия ЮНЕСКО.
Шесть районов жилой застройки свидетельствуют о достижениях инновационной жилищной политики, проводившейся в 1910—1933 годах, особенно во времена Веймарской республики, когда Берлин переживал бурные политические, социальные и культурные преобразования. Эти здания — выдающийся пример реформ в области жилищного строительства, которые благодаря новым подходам в градостроительстве, архитектурном и ландшафтном дизайне, содействовали улучшению жилищных и бытовых условий людей с низкими доходами. Это также уникальный пример новых городских и архитектурных стандартов, инновационных дизайнерских, технических и эстетических решений. Главные архитекторы этих проектов Бруно Таут, Мартин Вагнер и Вальтер Гропиус внесли важный вклад в развитие жилищного строительства в разных странах мира.

## Список жилых комплексов
| Жилой комплекс           | Административный округ     | Годы постройки | Планировка                             | Архитекторы                                                                               | Фото |
| ------------------------ | -------------------------- | -------------- | -------------------------------------- | ----------------------------------------------------------------------------------------- | ---- |
| Фалькенберг              | Трептов-Кёпеник            | 1913—1916      | Бруно Таут                             | Бруно Таут Генрих Тессенов                                                                |      |
| Шиллерпарк               | Митте                      | 1924—1930      | Бруно Таут                             | Бруно Таут Макс Таут Ганс Гофман                                                          |      |
| Бриц (посёлок Хуфайзен)  | Нойкёльн                   | 1925—1930      | Бруно Таут                             | Бруно Таут Мартин Вагнер                                                                  |      |
| Поселок им. Карла Легина | Панков                     | 1928—1930      | Бруно Таут                             | Бруно Таут Франц Хиллингер                                                                |      |
| «Белый город»            | Райниккендорф              | 1929—1931      | Отто Рудольф Зальфисберг Мартин Вагнер | Отто Рудольф Зальфисберг Бруно Арендс Вильгельм Бюнинг                                    |      |
| Сименсштадт              | Шарлоттенбург-Вильмерсдорф | 1929—1934      | Ганс Шарун Мартин Вагнер               | Ганс Шарун Вальтер Гропиус Отто Бартнинг Альфред Форбат Гуго Геринг Пауль Рудольф Геннинг |      |